# Acarospora gallica
Acarospora gallica är en lavart som beskrevs av Hugo Magnusson. Acarospora gallica ingår i släktet Acarospora och familjen Acarosporaceae.   Inga underarter finns listade i Catalogue of Life.